# Island i olympiska vinterspelen 1960
Island deltog med fyra deltagare vid de olympiska vinterspelen 1960 i Squaw Valley. Ingen av landets deltagare erövrade någon medalj.